# Бак Роджерс в XXV веке (фильм)
«Бак Роджерс в XXV веке» (англ. Buck Rogers in the 25th Century) — американский фантастический фильм 1979 года. Снимался специально для телевидения. В том же году начал выходить одноимённый сериал, основанный на событиях фильма.

## Сюжет
Бак Роджерс — американский лётчик-испытатель. В 1987 году во время космического полёта он терпит аварию, и его тело оказывается замороженным. В конце XXV века его космический челнок обнаруживают и Бака размораживают. Герой узнаёт, что на Земле случилась ядерная война, и люди вынуждены жить в подземных городах. Также земляне часто подвергаются атакам инопланетных войск под предводительством красивой, но злой принцессы Ардалы. Бак вступает в ряды Обороны Земли и становится пилотом истребителя.

## Интересные факты
- Чтобы показать замороженного Бака Роджерса в космическом челноке, использовался сухой шампунь. Тело исполнителя главной роли было полностью покрыто шампунем, так, что он не мог не только двигаться, но и даже открывать глаза. В ожидании, когда его начнут снимать, актёр уснул.
- Часть сцен, костюмов и реквизита была взята из другой фантастической картины — «Звёздный крейсер Галактика»